# Davis Grubb
Davis Grubb (Moundsville, Virginia Occidental, 23 de julio de 1919-Clarksburg, (Virginia Occidental), 24 de julio de 1980) fue un novelista estadounidense y escritor de cuentos cortos.

## Vida
Grubb quería combinar sus habilidades creativas como pintor con la escritura, y asistió al Carnegie Institute of Technology en Pittsburgh, Pensilvania. Sin embargo, su daltonismo fue una discapacidad que no pudo superar y se dio por vencido en la pintura para dedicarse a la escritura de ficción. Sin embargo, hizo una serie de dibujos y bocetos a lo largo de su carrera, algunos de los cuales fueron incorporados en sus escritos.
En 1940, Grubb se mudó a la ciudad de Nueva York donde trabajó en la radio NBC como escritor mientras usaba su tiempo libre para escribir cuentos. Su primer cuento publicado fue The Lollipop Tree (1944). Tuvo éxito en la venta de varios cuentos a las principales revistas y, a principios de la década de 1950, comenzó a escribir su primera novela. La noche del cazador fue editada en 1953 y nominada como finalista en los National Book Awards de 1955. Ese mismo año la novela fue llevada al cine en una película homónima dirigida por Charles Laughton.
Grubb siguió escribiendo novelas y varias colecciones de cuentos. En 1969 publicó Fools' Parade, también llevada al cine por Andrew V. McLaglen en 1971 e interpretada por James Stewart.
Estuvo trabajando en su última novela hasta su muerte por cáncer en Nueva York. Ancient Lights fue publicada póstumamente en 1982.

### Novelas
- The Night of the Hunter (La noche del cazador) (1953)
- A Dream of Kings (1955)
- The Watchman (1961)
- The Voices of Glory (1962)
- A Tree Full of Stars (1965)
- Shadow of My Brother (1966)
- The Golden Sickle (1968)
- Fools' Parade (Desfile de tontos) (1969)
- The Barefoot Man (1971)
- Ancient Lights (1982)

### Colección de relatos
- Twelve Tales of Suspense and the Supernatural (1964)
- The Siege of 318: Thirteen Mystical Stories (1978)
- You Never Believe Me and Other Stories (1989)